# HD25786
HD25786 — хімічно пекулярна зоря спектрального класу A3, що має видиму зоряну величину в смузі V приблизно  7,2.
Вона  розташована на відстані близько 445,6 світлових років від Сонця.